# Аве Марія (мультфільм)
«Аве Марія» — радянський мультфільм, присвячений жертвам в'єтнамської війни.На музику Ave Maria Шуберта .

## Сюжет
Фільм показує святенництво та лицемірство панівних класів США, які, прикриваючись словами про світ, апелюючи до Бога, ведуть несучу горі простим американцям жорстоку війну проти в'єтнамських патріотів.

## Знімальна група
- сценарій та постановка: Іван Іванов-Вано
- режисер: Володимир Данилевич
- художники-постановники: Станіслав Соколов, В'ячеслав Наумов
- оператор: Володимир Сидоров
- художники-мультиплікатори: В'ячеслав Шилобреєв, Галина Золотовська, Павло Петров
- художники-оформлювачі: М. Спаська, О. Рожков, Володимир Алісов, Олександр Горбачов, Ірина Доброницька, Франческа Ярбусова
- звукооператор: Борис Фільчиков
- редактор: Раїса Фричинська
- монтажер: Надія Трещева
- директор картини: Натан Бітман